# Xứ Nghệ

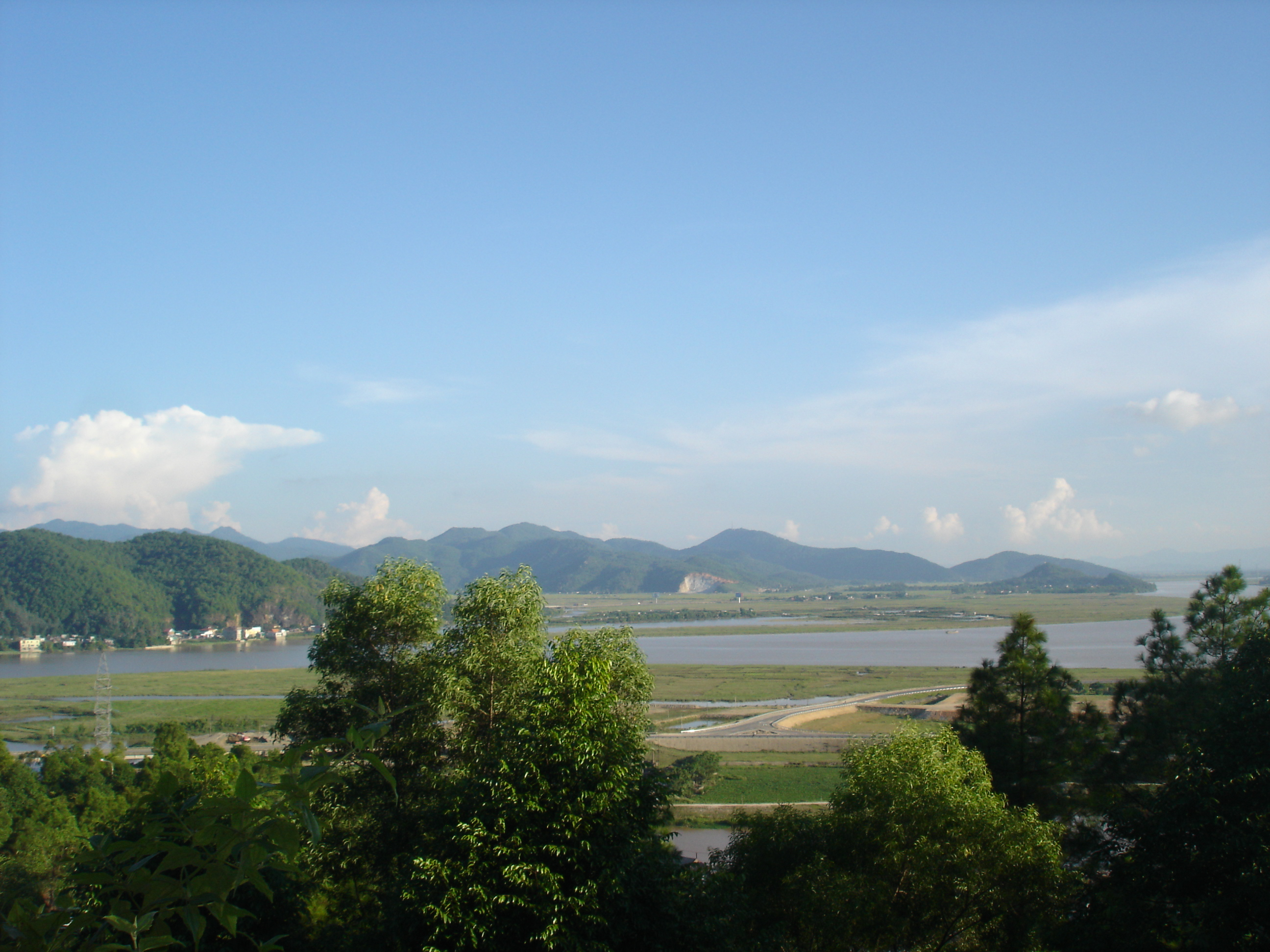
Một góc núi Hồng – sông Lam, biểu tượng đặc trưng về địa lý – văn hóa của xứ Nghệ

Xứ Nghệ là tên chung của vùng Hoan Châu (驩州) cũ từ thời nhà Hậu Lê, tức Nghệ An và Hà Tĩnh hiện nay. Hai tỉnh này cùng chung một vùng văn hóa gọi là văn hóa Lam Hồng, có chung biểu tượng là núi Hồng – sông Lam. Núi Hồng Lĩnh nằm trọn trong đất Hà Tĩnh và sông Lam nằm ở ranh giới giữa Nghệ An và Hà Tĩnh. Trung tâm của Xứ Nghệ nằm ở hai bên dòng sông Lam là phủ Đức Quang và phủ Anh Đô khi xưa, tức là các huyện Hương Sơn, Đức Thọ, Can Lộc, Nghi Xuân, thị xã Hồng Lĩnh của Hà Tĩnh và các huyện Thanh Chương, Nghi Lộc, thành phố Vinh, Hưng Nguyên, Nam Đàn, Đô Lương, Anh Sơn của Nghệ An ngày nay.
Danh xưng Nghệ An có từ năm 1030 thời nhà Lý, niên hiệu Thiên Thành thứ 2 đời Lý Thái Tông. Lúc đó gọi là Nghệ An châu trại (乂安州寨), sau đó thì đổi thành trại Nghệ An rồi Nghệ An phủ (乂安府), Nghệ An thừa tuyên (乂安承宣). Năm 1490, vua Lê Thánh Tông (niên hiệu Hồng Đức thứ 21) đổi tên từ Nghệ An thừa tuyên thành xứ Nghệ An (gọi tắt là xứ Nghệ) đồng thời với các đơn vị hành chính khác lúc bấy giờ như: xứ Kinh Bắc, xứ Sơn Nam, xứ Đông, xứ Đoài, xứ Thanh Hóa, xứ Lạng Sơn... Năm 1831, thời vua Minh Mệnh, Xứ Nghệ bị tách thành hai tỉnh Nghệ An và Hà Tĩnh. Năm 1976, hai tỉnh lại hợp thành tỉnh lớn Nghệ Tĩnh. Năm 1991, tách ra thành Nghệ An và Hà Tĩnh như ngày nay.
Cương vực xứ Nghệ bắt đầu được mở rộng sang lãnh thổ Lào ngày nay từ thời nhà Lê sơ, phát triển đến rộng nhất là thời vua Minh Mạng nhà Nguyễn (với 11 phủ), đến thời Pháp thuộc thì người Pháp cắt khoảng nửa về cho đất Lào (5/11 phủ), phần còn lại tương đương với lãnh thổ 2 tỉnh Nghệ An và Hà Tĩnh ngày nay.

## Lịch sử

### ĐờiHùng Vươngxưa vàAn Dương Vương
- Thời xa xưa, Xứ Nghệ thuộc đất Việt Thường
- Sau đó trở thành 2 trong 15 bộ của nước Văn Lang, có tên: bộ Hoài Hoan, bộ Cửu Đức
Bộ Hoài Hoan là tên gọi vùng đất tương đương với Diễn Châu khi xưa, ở phía bắc tỉnh Nghệ An. Bộ Cửu Đức là tên gọi vùng đất tương đương với phía nam tỉnh Nghệ An và tỉnh Hà Tĩnh hiện nay, tức đất Hoan Châu thời nhà Đường.

### Thời kỳ Bắc thuộc
- Nhà Hán: là huyện Hàm Hoan thuộc quận Cửu Chân
- Nhà Đông Ngô: tách ra khỏi quận Cửu Chân, đặt làm quận Cửu Đức
- Nhà Tấn, nhà Lưu Tống vẫn theo như nhà Ngô
- Nhà Lương (năm 502-557): Chia đặt làm Đức Châu, Lỵ Châu và Minh Châu
- Nhà Tùy:
  - Năm Khai Hoàng thứ 18 (598) đổi Đức Châu làm Hoan Châu, Lỵ Châu làm Trí Châu
  - Năm Đại Nghiệp thứ 3 (607) hợp cả Minh Châu, Trí Châu và Hoan Châu, đổi lệ thuộc quận Nhật Nam
- Nhà Đường:
  - Niên hiệu Vũ Đức chia quận Nhật Nam đặt làm Đức Châu, Lạo Châu, Minh Châu và Hoan Châu.
  - Năm Trinh Quán thứ 1 (627) đổi Đức Châu lại làm Hoan Châu, còn Hoan Châu cũ thì đổi làm Diễn Châu.
  - Năm thứ 16 bỏ Diễn Châu hợp vào Hoan Châu
  - Đầu năm Thiên Bảo lại đổi là Hoan Châu, thuộc vào quận Nhật Nam
  - Từ năm Kiền Nguyên trở về sau gọi là Hoan Châu, rồi bỏ Tri Châu mà cho lệ thuộc vào Hoan Châu
  - Năm Quảng Đức thứ hai chia Hoan Châu đặt quận Long Trì thuộc Diễn Châu, lại gọi là quận Diễn Thủy

### Thời kỳ đất nước độc lập tự chủ
- Nhà Ngô, Nhà Đinh, nhà Tiền Lê: gọi là Hoan Châu
- Nhà Lý: Đổi làm trại, gọi là Nghệ An Châu trại. Đây là lần đầu tiên xuất hiện danh xứ Nghệ An; năm Thiên Thành thứ 2 (năm 1030) đổi tên là Nghệ An châu. Lúc bấy giờ Diễn Châu là châu riêng, không thuộc Nghệ An Châu.
- Nhà Trần:
  - năm Nguyên Phong thứ 6 lại gọi là Trại Nghệ An
  - năm Long Khánh thứ 3 (1375) đổi Diễn Châu làm Diễn Châu lộ, chia Hoan Châu làm 4 lộ: Nhật Nam, Nghệ An nam, Nghệ An bắc, Nghệ An trung, cũng gọi là Nghệ An phủ
  - năm Quang Thái thứ 10 đổi Nghệ An làm Lâm An trấn, Diễn Châu làm Vọng An trấn
  - Đời nhà Hồ đổi Diễn Châu làm Linh Nguyên phủ, cùng với Thanh Hóa, Cửu Chân, Ái Châu gọi là tứ phụ
  - Thời thuộc nhà Minh lại đổi làm 2 phủ Diễn Châu và Nghệ An; phủ Diễn Châu lĩnh 3 huyện là Quỳnh Lâm, Trà Thanh, Phù Lưu. phủ Nghệ An lĩnh 4 châu là Hoan Châu, Nam Tĩnh, Trà Lung, Ngọc Ma và 13 huyện là Nha Nghi, Chi La, Phi Lộc, Thổ Du, Kệ giang, Chân Phúc, Cổ Xã, Thổ Hoàng, Đông Ngàn, Thạch Đường, Kỳ La, Bàn Thạch, Hà Hoa
- Nhà Hậu Lê:
  - năm Thuận Thiên nguyên niên thuộc đạo Hải Tây
  - năm Quang Thuận thứ 7, 2 phủ Diễn Châu và Nghệ An sáp nhập lại, gọi Nghệ An thừa tuyên; Năm Hồng Đức thứ 1, định bản đồ Nghệ An thừa tuyên có 9 phủ, 25 huyện, 2 châu. Thiên nam dư hạ lục chép rằng: Phủ Đức Quang lĩnh 6 huyện là Thiên Lộc, La Sơn, Nghi Xuân, Chân Phúc, Hương Sơn, Thanh Giang, Phủ Anh Đô lĩnh 2 huyện là Nam Đường, Hưng Nguyên. Phủ Diễn Châu lĩnh 2 huyện là Đông Thành và Quỳnh Lưu. Phủ Hà Hoa lĩnh 2 huyện là Thạch Hà, Hà Hoa. Phủ Trà Lân lĩnh 4 huyện là Kỳ Sơn, Tương Dương, Vĩnh Khang, Hội Ninh. Phủ Quỳ Châu lĩnh 2 huyện là Trung Sơn, Thuý Vân, Phủ Trấn Ninh lĩnh 7 huyện là Quang Vinh, Minh Quảng, Cảnh Thuần, Thanh Vị, Kim Sơn, Châu Giang, Trung Thuận. Phủ Ngọc Ma lĩnh một châu Trịnh Cao, phủ Lâm An lĩnh một châu Quy Hợp. Toàn hạt 25 huyện, 2 châu
  - năm Hồng Đức thứ 21 (1490) đổi làm xứ: Xứ Nghệ

Lúc bấy giờ, Xứ Nghệ gồm 9 phủ:
  1. Phủ Đức Quang quản lĩnh 6 huyện: Thiên Lộc (Can Lộc và bắc Lộc Hà ngày nay), La Sơn (Đức Thọ), Chân Phúc (gồm huyện Nghi Lộc, thành phố Vinh), Thanh Chương (gồm huyện Thanh Chương và tây nam huyện Nam Đàn hiện nay), Hương Sơn (bao gồm các huyện: Hương Sơn, Vũ Quang, Hương Khê ngày nay) và Nghi Xuân
  2. Phủ Diễn Châu quản lĩnh 2 huyện: Đông Thành (Yên Thành và Diễn Châu) và Quỳnh Lưu (huyện Quỳnh Lưu, thị xã Hoàng Mai và đông huyện Nghĩa Đàn hiện nay)
  3. Phủ Anh Đô quản lĩnh 2 huyện: Hưng Nguyên và Nam Đường (Nam Đàn, Đô Lương, Anh Sơn)
  4. Phủ Hà Hoa quản lĩnh 2 huyện: Thạch Hà (huyện Thạch Hà, nam Lộc Hà và thành phố Hà Tĩnh) và Kỳ Hoa (Kỳ Anh và Cẩm Xuyên)
  5. Phủ Trà Lân quản lĩnh 4 huyện: Kỳ Sơn (đầu thế kỷ 19 gồm 5 tổng: Cổ Khuông, Chiêu Lưu, Nhân Lý (nay khoảng các xã Bắc Lý, Mỹ Lý), Đỗ Lãng, Hiếu Kiệm (nay khoảng xã Hữu Kiệm)), Tương Dương (đầu thế kỷ 19 gồm 3 tổng Cẩm Dã, Yên Lòng Bán, Tứ Dương), Vĩnh Khang (tức Vĩnh Hòa, đầu thế kỷ 19 gồm 3 tổng: Phi Cốc, Thanh Nhuế, Huyền Lãng) và Hội Ninh (tức Hội Nguyên, đầu thế kỷ 19 gồm 3 tổng Bàu Lá, Nga My, Bình Chuẩn).
  6. Phủ Quỳ Châu quản lĩnh 2 huyện: Trung Sơn (Quế Phong) và Thúy Vân (nay là huyện Quỳ Châu và Quỳ Hợp tỉnh Nghệ An.)
  7. Phủ Trấn Ninh tức là đất Bồn Man xưa, người bản xứ gọi là Mường Bồn (phần đất nay thuộc tỉnh Xiêng Khoảng Lào). Năm 1479 Cầm Công vua Bồn Man chống lại Đại Việt, Lê Thánh Tông thân chinh tiến đánh thu phục Bồn Man sáp nhập vào Đại Việt đổi thành Trấn Ninh trực thuộc Hoan Châu và cho thổ quan là Cầm Lư làm tù trưởng. Về sau lấy thêm đất Hô Mường ở phía Bắc, tức là đất thuộc Lão Qua xưa (Hô Mường (Huameuang) vùng đất nay là tỉnh Hủa Phăn Lào). Phía Tây Trấn Ninh tiếp giáp với Ai Lao.[4]
  8. Phủ Ngọc Ma quản lĩnh 1 châu: Trịnh Cao (Trịnh Cao chưa xác định được ở đâu, có thể hiện nay thuộc tỉnh Bô Ly Khăm Xay Lào (vùng giáp ranh với Việt Nam như: huyện Viengthong)). Theo Phan Huy Chú thì phủ Ngọc Ma cùng phủ Quỳ Châu ở phía tây trấn Nghệ An, nối liền với xứ Ai Lao. Năm 1827 phủ Ngọc Ma được đổi thành phủ Trấn Định và gộp thêm các châu Cam Môn, Cam Cát, Cam Linh (tức Phàm Linh, theo Nguyễn Văn Siêu).[5] (Cam Môn thuộc đất tỉnh Khăm Muộn Lào, Cam Cát tức Khamkheuth tỉnh Bô Ly Khăm Xay Lào, Phàm Linh nay là khoảng vùng Pakkading tỉnh Bô Ly Khăm Xay Lào). Cam Cát và Cam Môn là những vùng đất tiếp giáp với địa bàn huyện Hương Sơn tỉnh Hà Tĩnh ngày nay, vì theo Nguyễn Văn Siêu thì:"...Năm Minh Mạng thứ 21 (1840), thổ mục và thổ dân 2 huyện Cam Môn, Cam Cát đến trú ngụ ở địa bàn huyện Hương Sơn, nhân thế cho chúng chia thuộc vào phủ Đức Thọ"[6].
  9. Phủ Lâm An quản lĩnh 1 châu Quy Hợp (thuộc đất Hà Tĩnh thời nhà Nguyễn)[7]. Theo Phan Huy Chú, phủ Lâm An vốn trước là phần đất của Bồn Man chư hầu của Ai Lao, đến năm 1448 niên hiệu Thái Hòa thứ 5, tù trưởng vùng này sang thần phục nhà Lê, Lê Nhân Tông cho nhập vào Đại Việt đổi tên thành Quy Hợp, địa giới nằm ở tận cùng phía tây xứ Nghệ. Châu thành châu Quy Hợp nhà Lê đặt tại làng Trừng Thanh nằm bên bờ nam sông Tiêm thượng nguồn của sông La nay là thôn Trừng Thanh xã Hương Vĩnh huyện Hương Khê tỉnh Hà Tĩnh[8][9]. Năm 1828 được đổi thành phủ Trấn Tĩnh.[10] Theo Nguyễn Văn Siêu: Năm 1828-Minh Mạng thứ 9 trấn Nghệ An được đặt thêm 3 phủ: Trấn Tĩnh (bỏ phủ Lâm An, châu Quy Hợp đổi thành Tấn Hoàn), Trấn Biên và Lạc Biên[11]. Phủ Trấn Tĩnh nằm ở phía tây nam tỉnh Nghệ An-Hà Tĩnh nhà Nguyễn (nay khoảng các huyện Hương Khê Hà Tĩnh, Tuyên Hóa Quảng Bình, và huyện Nakai Khăm Muộn Lào), vốn là đất thuộc 3 động Thâm Nguyên (đầu nguồn của sông Ngàn Sâu[12]), Yên Sơn, Mộng Sơn của châu Quy Hợp phủ Lâm An. Năm 1827, Minh Mạng thứ 8, vua Vạn Tượng là Chiêu Nỗ (Chao Anou) bị quân Xiêm đánh thua bỏ nước chạy, thổ dân Trấn Tĩnh xin nhập vào Đại Nam, Minh Mạng cho nhập vào Nghệ An, đặt là Trấn Tĩnh và đổi động thành huyện[13].

  - Khoảng giữa năm Hồng Thuận (1510-1516) vua Lê Tương Dực đổi xứ Nghệ làm trấn Nghệ An
  - Năm Giáp Ngọ (1774) quân chúa Trịnh, vào chiếm được đất châu Bố Chính Nội (phía Nam sông Gianh, huyện Bố Trạch) đem sáp nhập cùng với Bố Chính Ngoại (phía Bắc sông Gianh, huyện Quảng Trạch, thị xã Ba Đồn và huyện Tuyên Hóa Quảng Bình) thuộc Quảng Bình đã của chúa Trịnh vào phủ Hà Hoa trấn Nghệ An. Nhưng đến năm Bính Ngọ (1786), quân nhà Tây Sơn chiếm lại được vùng này lại đổi về đất Quảng Bình như cũ nhưng đặt tên gọi khác.[14]
- Thời Nhà Tây Sơn (1778-1802): xứ Nghệ được đổi làm Trung Đô (Kinh đô tương lai của nhà Tây Sơn): Hoàng đế Quang Trung cho xây Phượng Hoàng Trung Đô ở thành phố Vinh ngày nay, lại gọi là Nghĩa An trấn
- Thời nhà Nguyễn:
  - Theo Nguyễn Văn Siêu viết:"...Bản triều năm Gia Long nguyên niên lại đặt làm Nghệ An trấn; Đồ bản và sổ hộ năm Gia Long thứ 1, chép trấn Nghệ An, 9 phủ, là Đức Quang, Diễn Châu, Hà Hoa, Anh Đô, Trà Lân, Quỳ Châu, Trấn Ninh, Lâm An, Ngọc Ma; 18 huyện là Hương Sơn, Nghi Xuân, Thanh Chương, La Sơn, Chân Lộc, Thiên Lộc, Đông Thành, Quỳnh Lưu, Kỳ Hoa, Thạch Hà, Nam Đường, Hưng Nguyên,Tương Dương, Vĩnh Hoà, Hội Nguyên, Kỳ Sơn, Thuý Vân, Trung Sơn. So với bản đồ thời Hồng Đức thì thiếu 7 huyện như vùng Quang Vinh, và 2 châu Trịnh Cao, Quy Hợp. Có lẽ do biên chép sai lầm."[11]
  - Năm 1826, Minh Mạng thứ 7, nhà Nguyễn cho lấy 3 dũng là: dũng Lan, dũng Đỏ và dũng Châu của mán Lèo thuộc châu Quy Hợp phủ Lâm An trấn Nghệ An, do ở giáp ranh với phía Tây Quảng Bình (khi đó gọi là dinh Quảng Bình), chuyển sang thuộc vào dinh Quảng Bình (năm 1828 dinh Quảng Bình đổi thành trấn Quảng Bình)[15]. Phần đất này ngày nay thuộc huyện Minh Hóa và phía tây huyện Tuyên Hóa Quảng Bình.
  - Năm 1828, trấn Nghệ An được nhập thêm 2 phủ mới là Trấn Biên và Lạc Biên, nâng tổng số lên 11 phủ. Phủ Trấn Biên ở Tây Bắc tỉnh Nghệ An thời nhà Nguyễn, có 4 huyện lệ thuộc vốn là 4 trong 7 mán Mang Hổ nước Ai Lao: Xa Hổ (trước gọi là Man Hổ), Xầm Tộ (trước đó là Hổ Phân Xầm Tộ, còn ngày nay là Xầm Tơ huyện Xamtay tỉnh Hủa Phăn Lào), Mang Lan (trước là Hổ Phân Mang Lan, ngày nay khoảng vùng Mương Lan huyện Xamtay Hủa Phăn), Man Soạn (vốn là Hổ Phân Man Soạn). Phủ Lạc Biên ở phía Tây Nam tỉnh Nghệ An nhà Nguyễn, vốn là đất Cống Man Lạc Hoàn (tức mường Lạc Hoàn (Muang Lakhone) của vương quốc Viêng Chăn (Vạn Tượng)).[3]
  - năm Minh Mệnh thứ 12 (1831) chia Nghệ An trấn thành 2 tỉnh: Nghệ An (phía Bắc sông Lam); Hà Tĩnh (phía nam sông Lam)
  - năm Tự Đức thứ 6 đổi tỉnh Hà Tĩnh làm đạo, hợp vào Nghệ An thành An Tĩnh
  - năm Tự Đức thứ 29 lại đặt tỉnh Hà Tĩnh như cũ

### ThờiPháp thuộc
Cùng với việc phân lại địa giới hành chính giữa các kỳ và các xứ thuộc địa của Pháp trong Liên bang Đông Dương, người Pháp đã cắt một số các phủ huyện thuộc tỉnh Nghệ An và Hà Tĩnh thuộc xứ Trung Kỳ cho Lào thuộc Pháp vào các năm 1895 và 1903, bao gồm các vùng: phủ Trấn Biên (khoảng phía Đông Nam tỉnh Hủa Phăn), phủ Trấn Ninh (Xiêng Khoảng, Hủa Phăn (phần phía Nam Hủa Phăn)), phủ Trấn Định (Bô Ly Khăm Xay, Khăm Muộn (phía Bắc tỉnh Khăm Muộn)), phủ Trấn Tĩnh (khoảng phía Đông tỉnh Khăm Muộn, giáp các huyện Hương Khê tỉnh Hà Tĩnh ngày nay, Tuyên Hóa, Minh Hóa tỉnh Quảng Bình ngày nay), phủ Lạc Biên (khoảng bờ Bắc và thượng lưu sông Xê Bang Phai và sông Xê Nơi, phía Nam tỉnh Khăm Muộn). Đất Nghệ An-Hà Tĩnh trở nên giống với hiện trạng ngày nay và lúc đó chỉ còn lại phần đất thuộc 6 phủ: Hà Hoa, Đức Quang, Anh Đô, Trà Lân, Diễn Châu, Quỳ Châu.

### Hành chính vào đầu nhà Nguyễn của các phủ còn thuộc Nghệ Tĩnh ngày nay
- Phủ Hà Hoa (nay thuộc Hà Tĩnh):

- Huyện Kỳ Hoa gồm 6 tổng: Hoa Duệ, Vân Tản, Thổ Ngõa, Lạc Xuyên, Cấp Dẫn, Đỗ Chử.
- Huyện Thạch Hà gồm 7 tổng: Thượng Nhất, Thượng Nhị, Hạ Nhất, Hạ Nhị, Trung, Đông, Đoài.

- Phủ Đức Quang (tức phủ Đức Thọ, nay thuộc Hà Tĩnh và Nam Nghệ An):

- Huyện Thanh Chương gồm 6 tổng: Bích Triều, Thổ Hào, Vũ Liệt, Cát Ngạn, Đặng Sơn, Nam Hoa.
- Huyện Chân Lộc (tức huyện Nghi Lộc) gồm 4 tổng: Thượng Xá, Kim Nguyên, Đặng Xá, Ngô Trường (gồm 17 làng xã: Phan Xá (Phan, Xuân Liễu, Bảo Đài), Xuân An (An Toàn, Thượng Xá, Trung Ngũ, Mỹ Hậu), Tứ-Ngô Trường, Tứ-Ngô Xá, Chân An, Đức Quang (sở), Dũng Quyết (Thượng, Hạ), An Trường (tức Yên Trường), Giáp An, An Lưu, phường Thủy Cư; nay thuộc thành phố Vinh.).
- Huyện Thiên Lộc gồm 7 tổng: Minh Lương, Độ Liêu, Nga Khê, Nội Ngoại, Phù Lưu, Canh Hoạch, Vĩnh Luật.
- Huyện Hương Sơn gồm 8 tổng: Đỗ Xá, An Ấp, Hữu Bằng, Dị Ốc, Đồng Công, Thổ Hoàng, Thổ Lỗi, Bào Khê.
- Huyện La Sơn gồm 7 tổng: An Việt, An Hồ, Hòa Lâm, Lai Thạch, Thịnh Cảo, Tự Đồng, Thượng Bồng.
- Huyện Nghi Xuân gồm 5 tổng: Tam Chế, Phan Xá (gồm 5 xã: Phan Xá, Tiên Điền, Tiên Bào, Mỹ Đường, Uy Viễn.), Cổ Đạm (gồm 6 làng xã: Cổ Đạm (Kỳ Phi, An Giám, Mỹ Cầu, Vân Hải), Cương Gián, Cương Đoán, Động Giản, Liêu Đông, Nước Ra.), Hoa Viên (gồm 6 làng xã: Hoa Viên, Hồng, Khải Mông, Tiên Cần, Tả Úc (tức Tả Ao), Cồn Mộc.), Đan Hải (gồm 6 làng xã: Hội Thống, Đan Trường, Đan Phổ, Đan Hải, Đan Uyên, Đô Uyên.).

- Phủ Anh Đô (nay thuộc Nghệ An):

- Huyện Hưng Nguyên gồm 7 tổng: Phù Long, Thông Lãng, Đô An (gồm 16 làng xã: Đô An (Đô An, Thị Quang), An Phúc, Âm Công (Thành Công, Xuân Am), An Pháp, Mỹ Chân (Chân Đích, Kim Mã, An Mỹ, Ngọc Hốt, Xuân Thịnh), Hến, Mỹ Tục (Cự, Mỹ, Phú An, Thượng).), Hoa Viên, Hải Độ, Cảo Trình, La Hoàng.
- Huyện Nam Đường gồm 8 tổng: Non Liễu, Lâm Thịnh (gồm 15 làng xã: Lâm Thịnh, Chung Mỹ, Duyên La, Trường Cát, Chung Cự (Ngọc Đình, Hoàng Trù, Kim Liên, Vân Hội, Tính, Kính Kỵ, Khoa Cử, Tiểu Ca), Gia Lạc, Hữu Biệt.), Đại Đồng, Hoa Lâm, Đô Lương, Thuần Trung, Bạch Hà, Lãng Điền.

- Phủ Diễn Châu (nay thuộc Nghệ An):

- Huyện Quỳnh Lưu gồm 4 tổng: Hoàn Hậu, Thanh Viên, Hoàng Mai, Quỳnh Lâm.
- Huyện Đông Thành gồm 7 tổng: Cao Xá, Vạn Phần, Quan Trung, Quan Triều, Thái Trạch, Vân Trụ, Hoàng Trường.

- Phủ Trà Lân (tức phủ Tương Dương, nay thuộc Nghệ An):

- Huyện Tương Dương gồm 3 tổng: Cẩm Dã, Yên Lòng Bán, Tứ Dương.
- Huyện Vĩnh Hòa gồm 3 tổng: Phi Cốc, Thanh Nhuế, Huyền Lãng.
- Huyện Hội Nguyên gồm 3 tổng: Bàu Lá, Nga My, Bình Chuẩn.
- Huyện Kỳ Sơn gồm 5 tổng: Cổ Khuông, Chiêu Lưu, Nhân Lý, Đỗ Lãng, Hiếu Kiệm.

- Phủ Quỳ Châu (nay thuộc Nghệ An):

- Huyện Trung Sơn gồm 16 động.
- Huyện Thúy Vân gồm 23 động.

### Ngày nay
- Năm 1976, Nghệ An và Hà Tĩnh hợp thành tỉnh lớn Nghệ Tĩnh
- Năm 1991, Nghệ Tĩnh lại tách ra Nghệ An và Hà Tĩnh